# Festiwal Aktorstwa Filmowego we Wrocławiu
Festiwal Aktorstwa Filmowego im. Tadeusza Szymkowa – festiwal organizowany we Wrocławiu od 2012 roku. Nosi imię wrocławskiego aktora Tadeusza Szymkowa, który zmarł w 2009 roku. Wydarzenie jest połączone z innym świętem kina – Festiwalem Reżyserii Filmowej we Wrocławiu.
Pomysłodawcą i dyrektorem naczelnym Festiwalu Aktorstwa Filmowego jest Stanisław Dzierniejko. Funkcję dyrektora artystycznego pełni Bogusław Linda. Na zakończenie festiwalu wręczane są statuetki Złotego Szczeniaka, nagrody za najlepszą kreację aktorską oraz nagroda Platynowego Szczeniaka, przyznawana za wybitne kreacje aktorskie.

## 1. FAF 2012
Laureaci Platynowych Szczeniaków za wybitne osiągnięcia w aktorstwie filmowym:
- Katarzyna Figura
- Jan Nowicki

Laureaci Nagrody Złotego Szczeniaka, Grand Prix 12 FAF Wrocław 2012:
- Sonia Bohosiewicz
- Arkadiusz Jakubik
- Piotr Głowacki
- Roma Gąsiorowska

## 2. FAF 2013
Laureaci Platynowych Szczeniaków za wybitne osiągnięcia w aktorstwie filmowym:
- Krystyna Janda
- Daniel Olbrychski

Laureaci Nagrody Złotego Szczeniaka, Grand Prix 13 FAF Wrocław 2013:
- Julia Kijowska
- Dawid Ogrodnik
- Marta Nieradkiewicz
- Zbigniew Waleryś

## Nagroda Specjalna
Nagroda specjalna za kreację aktorską w filmie „W imię”:
- Mateusz Kościukiewicz

## 3. FAF 2014
Laureaci Platynowych Szczeniaków za wybitne osiągnięcia w aktorstwie filmowym:
- Beata Tyszkiewicz
- Marek Kondrat

Laureaci Nagrody Złotego Szczeniaka, Grand Prix 14 FAF Wrocław 2014:
- Agnieszka Pawełkiewicz
- Helena Sujecka
- Tomasz Kot
- Maja Ostaszewska
- Janusz Chabior

## Nagroda Specjalna
Nagroda specjalna za kreację aktorską w serialu telewizyjnym „07 zgłoś się”:
- Bronisław Cieślak

Nagroda specjalna za kreację aktorską w filmie „Pod mocnym aniołem”:
- Robert Więckiewicz

## 4. FAF 2015
Laureaci Platynowych Szczeniaków za wybitne osiągnięcia w aktorstwie filmowym:
- Maja Komorowska
- Janusz Gajos

Laureaci Nagrody Złotego Szczeniaka, Grand Prix 15 FAF Wrocław 2015:
- Maja Ostaszewska
- Zygmunt Malanowicz
- Karolina Gruszka
- Krzysztof Pieczyński

## Nagroda Specjalna
Nagroda za kreację w serialu filmowym „Ojciec Mateusz”:
- Artur Żmijewski

## 5. FAF 2016
Laureaci Platynowych Szczeniaków za wybitne osiągnięcia w aktorstwie filmowym:
- Magdalena Zawadzka
- Jan Englert

Laureaci Nagrody Złotego Szczeniaka, Grand Prix 16 FAF Wrocław 2016:
- Michalina Łabacz
- Bartłomiej Topa
- Anna Dymna
- Arkadiusz Jakubik

## Nagroda Specjalna
Wyróżnienie za rolę w filmie „Zjednoczone stany miłości”:
- Julia Kijowska

Wyróżnienie za rolę w filmie „Ostatnia rodzina”:
- Dawid Ogrodnik

## 6. FAF 2017
Laureaci Platynowych Szczeniaków za wybitne osiągnięcia w aktorstwie filmowym:
- Anna Dymna
- Olgierd Łukaszewicz

Laureaci Nagrody Złotego Szczeniaka, Grand Prix 17 FAF Wrocław 2017:
- Magdalena Popławska
- Artur Żmijewski
- Tomasz Schuchardt
- Małgorzata Szczerbowska
- Dariusz Chojnacki

## 7. FAF 2018
Laureaci Platynowych Szczeniaków za wybitne osiągnięcia w aktorstwie filmowym:
- Anna Seniuk
- Andrzej Seweryn

Laureaci Nagrody Złotego Szczeniaka, Grand Prix 18 FAF Wrocław 2018:
- Magdalena Popławska
- Michał Koterski
- Gabriela Muskała
- Łukasz Simlat

## Nagroda Specjalna
Nagroda za kreację w serialu filmowym „Rodzinka.pl”:
- Tomasz Karolak

## 8. FAF 2019
Laureaci Platynowych Szczeniaków za wybitne osiągnięcia w aktorstwie filmowym:
- Barbara Krafftówna
- Zbigniew Zamachowski

Laureaci Nagrody Złotego Szczeniaka, Grand Prix 19 FAF Wrocław 2019:
- Aleksandra Konieczna
- Łukasz Simlat
- Maria Dębska
- Bartosz Bielenia
- Dorota Kolak

## 9. FAF 2020
Laureaci Platynowych Szczeniaków za wybitne osiągnięcia w aktorstwie filmowym:
- Dorota Kolak
- Robert Więckiewicz

## Nagroda Specjalna
Nagroda za kreację w serialu filmowym „Ranczo”:
- Cezary Żak

## 10. FAF 2021
Laureaci Platynowych Szczeniaków za wybitne osiągnięcia w aktorstwie filmowym:
- Grażyna Szapołowska
- Andrzej Chyra

Laureaci Nagrody Złotego Szczeniaka, Grand Prix 21 FAF Wrocław 2021:
- Zofia Stafiej
- Piotr Trojan
- Kinga Preis
- Tomasz Włosok

## Nagroda Specjalna
Nagroda im. Piotra Machalicy dla aktora śpiewającego:
- Anna Dereszowska

## 11. FAF 2022
Laureaci Platynowych Szczeniaków za wybitne osiągnięcia w aktorstwie filmowym:
- Marian Dziędziel

Laureaci Nagrody Złotego Szczeniaka, Grand Prix 22 FAF Wrocław 2022:
- Maria Dębska
- Tomasz Ziętek
- Aleksandra Konieczna
- Jacek Braciak

## Nagroda Specjalna
Nagroda im. Piotra Machalicy dla aktora śpiewającego:
- Zbigniew Zamachowski

## 12. FAF 2023
Laureaci Platynowych Szczeniaków za wybitne osiągnięcia w aktorstwie filmowym:
- Ewa Wiśniewska

Laureaci Nagrody Złotego Szczeniaka, Grand Prix 23 FAF Wrocław 2023:
- Dorota Pomykała
- Maria Pakulnis
- Dawid Ogrodnik
- Grzegorz Damięcki

## Nagroda Specjalna
Nagroda im. Piotra Machalicy dla aktora śpiewającego:
- Joanna Trzepiecińska[2]